# 冠軍島運動會
《Doodle 冠軍島運動會》是Google塗鴉的一款電子角色扮演游戏，由Google與日本動畫公司STUDIO 4℃共同推出，以慶祝2020年東京奧運及帕運的举办。遊戲內容分成七個主要關卡與眾多支線人物，含有了濃厚的日本的民族風情和獨特的日式風格及建築。

## 遊戲內容
故事背景发生在一个叫做“冠军岛”的岛屿上，玩家需要扮演主角三色忍者貓「小幸」（Lucky），在冠軍島找到红色大门，進行七场運動賽事，拿到每關冠軍關主把守的卷軸，并在取得所有的卷轴后使冠军岛恢复平衡。
玩家可選擇紅、藍、黃、綠四支隊伍中的一支，為團隊爭取高分。
四支队伍的队长及所对应的动物如下表所示：
| 队伍名称   | 红队     | 蓝队     | 黄队     | 绿队 |
| 对应的动物 | 乌鸦「」 | 公牛「」 | 狐狸「」 | 河童 |

以下显示游戏内关卡所涉及的运动与游戏关卡设定的关主所对应的人物与动物。
| 運動     | 關主       | 比赛地点 |
| -------- | ---------- | -------- |
| 射箭     | 那須與一   | 碼頭     |
| 攀岩     | 梟         | 山岳     |
| 桌球     | 天狗       | 竹林     |
| 水上芭蕾 | 乙姬       | 龍宮城   |
| 橄欖球   | 赤鬼與青鬼 | 鬼島     |
| 滑板     | 狸貓       | 狸貓市   |
| 馬拉松   | 木之精     | 海灘     |

每战胜一位关主后，位于冠军岛中心的冠軍雕像会更新为猫猫小幸的形象，以表示玩家成为新冠軍。完成所有活動後，島中心的櫻花樹會綻放，游戏画面中也会有樱花飘落。
除了七场主线的運動比赛之外，遊戲也提供支線任務，玩家需要帮助冠军岛上的各种居民，例如找回退休的烏龜三姊妹来维修倒塌大门、幫雕刻家撿拾漂流木完成雕塑作品等。每個任務完成後，小幸會獲得一個獎杯，可以在島嶼中心的獎杯室閱覽，而在完成特定的支線任務後可以獲取更高難度版本的挑戰，例如新的滑板競技場、與幽靈打场地更大的橄榄球。
在收集完除了最後一個獎杯之外的所有獎杯後，玩家可以和最後一個獎盃底座對話，開啟最後的支線任務“别相信那只鸟”，找到真正的獎盃大師，即2016年和2020年萬聖節Google Doodle游戏魔法喵學院的主角黑貓Momo。
最初版本的游戏只有22个奖杯可供收集，且不提供离开冠军岛的选项。而在帕運开幕后，游戏也进行了更新，增加了第23及24个奖杯可供玩家收集，此前已收集到22个奖杯的玩家数据不会被删除，且玩家在收集到全部24个奖杯后可选择离开冠军岛（再次点击进入游戏时进度会重新从头计算），而在玩家離島後可閱覽製作人員名單 。